# Monte Kolovrat
O monte Kolovrat ou Kalourat é uma montanha na ilha de Malaita, nas Ilhas Salomão, sendo a montanha mais elevada da ilha. Tem 1303 m de altitude e promeinência topográfica, e isolamento topográfico de 109,54 km.